# Mártonné Szalay Emőke
Mártonné Szalay Emőke (1940–) geológus, a paleomágneses kutatómódszer nemzetközileg is igen elismert kutatója, a Pannon-medence és a környező tektonikai egységek fejlődéstörténetének szakértője, a földtudományok doktora. Férjével Márton Péter geofizikus professzorral és más társszerzőkkel kétszáznál is több, jórészt nemzetközileg is jegyzett tudományos publikációban közölte az egyes tektonikai egységek forgásával, mozgásával kapcsolatos eredményeit.

## Élete
1963-ban az ELTE Természettudományi Kar (ELTE-TTK) szerzett geológusi oklevelet és még ez évben a Magyar Állami Eötvös Loránd Geofizikai Intézet Paleomágneses Laboratóriumának vezetője lett.                     
1971-ben egyetemi doktor tudományos fokozatot szerzett az ELTE TTK-on. 1973-1975 között Zaira, Nigéria Ahmadu Bello Egyetemének Földtani Tanszékén mint egyetemi oktató dolgozott.          
1985-ben az MTA Földtudomány kandidátusa lett, 1991-ben pedig az MTA földtudományok doktora fokozatot szerezte meg.

## Tudományos közéleti tevékenységei
1960-tól a Magyarhoni Földtani Társulat, 1963-tól a Magyar Geofizikusok Egyesületének tagja, 1993-1999 között European Union of Geosciences, Arthur Holmes emlékérem bizottsági tag. 1996-2002 között a Magyar Geofizikusok Egyesülete Általános Geofizikai szakosztályának elnöke. 1996-tól az Acta Geologica Hungarica – Central European Geology szerkesztőbizottság tagja. 2001-től a Magyar Geofizikusok Egyesületének tiszteleti tagja.
2002-től az ELTE TTK Földtudományi Doktori Iskola alapító tagja, 2003-2005 között az OTKA Földtudomány 1 zsűri tagja, 2004-től pedig a Galicia Tectonic Group tagja.
Tudományos munkái főleg geofizikai, geodinamikai, tektonikai témákkal foglalkozó hazai és nemzetközi szakfolyóiratokban jelennek meg (pl. Tectonophysics, International Journal of Earth Sciences, Geologica Carpathica, Földtani Közlöny, Magyar Geofizika). Igen gyakran társszerzőkkel publikál, a társszerzői a szakterület legnevesebb szakértőinek köréből kerülnek ki. Munkáira kapott független hivatkozások száma az MTMT adatbázisa szerint meghaladja a 2300-at (2018).

## Elismerései
- 1984-ben a Magyar Tudományos Akadémiától "Kiemelkedő tudományos érdemeiért" Akadémiai díjat kapott (megosztott)
- 1996-ban a Magyar Geofizikusok _Egyesülete  A geofizika területén kifejtett kiemelkedő szakmai munkássága elismeréseként Egyed László-emlékéremmel jutalmazta.
- 1998-ban a Szlovák Tudományos Akadémiától Kiemelkedő természettudományos tevékenységéért "Dionýz Štúr" ezüstérmet kapott.
- 2001-ben a Magyar Geofizikusok Egyesületétől  A geofizika területén elért magas szintű tudományos eredmények, önálló kutatások elismeréseként Eötvös Loránd Emlékérmet kapott.[5]
- 2004-ben a Magyar Tudományos Akadémia, Kiemelkedő tudományos eredményeiért megkapta az Akadémiai díjat.
- 2008-ban az  ELGI, ELGA Pro Geophysica díjat adományozott részére.